# Muricopsis
Muricopsis är ett släkte av snäckor. Muricopsis ingår i familjen purpursnäckor.
Kladogram enligt Catalogue of Life:
| Muricopsis | \| \| Muricopsis caribbaea \| \| \| \| \| \| Muricopsis oxytata \| \| \| \| |
|            | \| \| Muricopsis caribbaea \| \| \| \| \| \| Muricopsis oxytata \| \| \| \| |
|            | Muricopsis caribbaea                                                        |
|            |                                                                             |
|            | Muricopsis oxytata                                                          |
|            |                                                                             |

## Bildgalleri

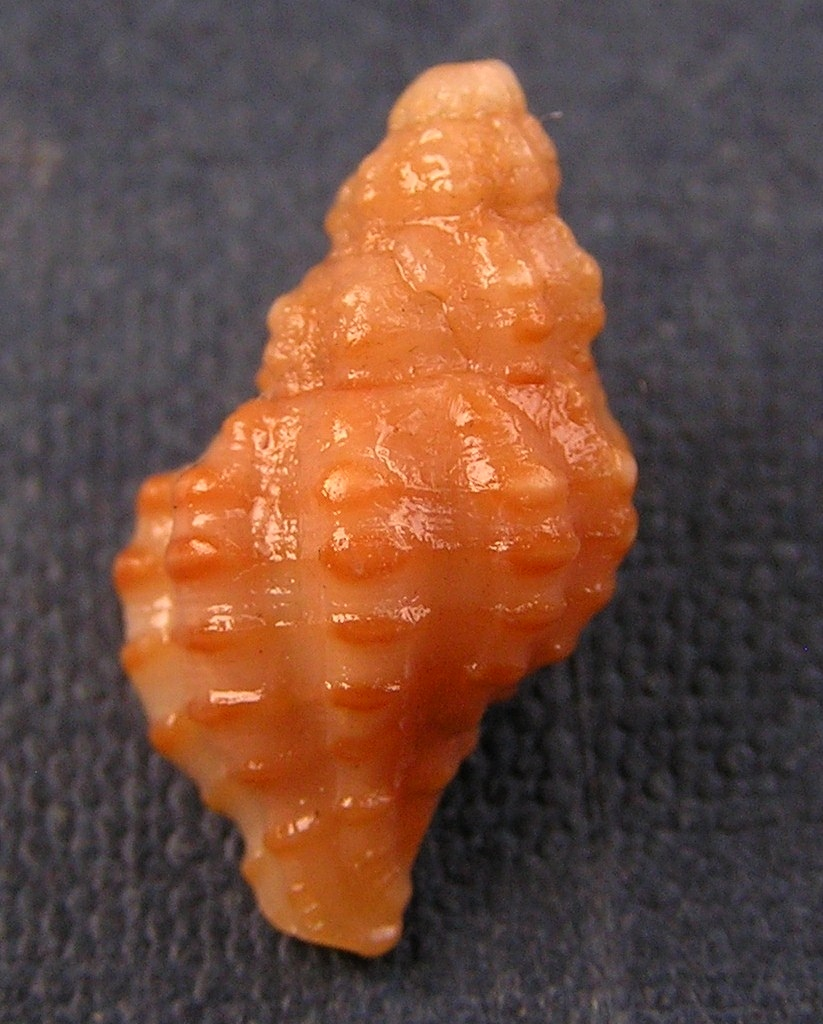